# Király Albert
Király Albert 16. századi erdélyi birtokos nemes és hadvezér, az udvari lovasság főkapitánya (capitaneus aulae). Király György váradi kapitány bátyja, msá források szerint apja.
1587-ben Nagyváradon az ő vezetésével támadták meg, és verték szét a reformátusok a feltámadási körmenetet.
1594–95 telén a Havasalföldre küldött erdélyi sereg fővezéreként Vitéz Mihály havasalföldi fejedelemmel együttműködve, Szilisztriánál megverte Ahmet pasa, Brăilánál pedig Szinán nagyvezír hadát. A győzedelmes călugăreni csatában 5000-6000 székely zsoldost vezetett Vitéz Mihály 15 000 havasalföldije mellett Szinan (nem Szinán) 35 000-40 000-es oszmán serege ellen, és fontos szerepe volt az ütközet sorsának eldöntésében.
A Bocskai-felkelésben Bocskai mellé állt, és alvezéreként vett részt a Szinánon győzedelmeskedő gyurgyevói ütközetben, majd az 1596. október 26-i mezőkeresztesi csatában.
Alakja megjelenik Bocatius kortárs bártfai latin költő egyik epigrammájában valamint egy görög históriás énekben, illetve megemlítik Áprily Lajos A bíboros című drámai játékában.